# Comics mainstream
Le comic book dit mainstream est une catégorie de comics visant le marché populaire. Les idées et les concepts visent à toucher un large public et un maximum de lecteurs ; les éditeurs Marvel et DC sont considérés comme des éditeurs mainstream.
Les titres mainstream traitent essentiellement de super-héros tel Superman, X-Men.